# 아이세이
아이세이는 대한민국의 래퍼다. 2020년 싱글 《WOW!》로 데뷔했다.

## 방송
- 내 전공은 힙합 (2020) - Top4(3위)